# Amasías
Amasías, (en hebreo: אֲמַצְיָהוּ‎, romanizado: Amatsyah, lit. 'Yah es fuerte' o 'Yah es poderoso') según el texto de Crónicas, fue un rey de Judá.
Hijo y sucesor de Joás, rey de Judá, su primera acción de gobierno fue la persecución de los asesinos de su padre, y contrariamente a la costumbre, permitió vivir a sus hijos. Fue el primer rey de Judá que empleó un numeroso ejército de mercenarios de Israel, el cual fue despedido antes de derrotar Edom al ser advertido de una posible derrota por confiar en las fuerzas aliadas. Sin embargo, después de la victoria, adoró algunos de los dioses edomitas, lo que según el autor de Crónicas, fue la causa de su ruina posterior.
Declaró la guerra a Israel, siendo derrotado por Joás, rey de Israel en la batalla de Bet-Semes, hecho prisionero y más tarde, asesinado, mientras que Jerusalén fue saqueada.
Fue padre del rey Ozías,  Uzías o Azarías.
Se calcula que gobernó entre el 797 y el 769 a. C. aproximadamente.